# Zbigniew Kaczmarek
Zbigniew Kaczmarek, född 21 juli 1946 i Tarnowskie Góry, Schlesiens vojvodskap, död 15 maj 2023 i Hannover, Tyskland, var en polsk tyngdlyftare.
Kaczmarek blev olympisk bronsmedaljör i 67,5-kilosklassen i tyngdlyftning vid sommarspelen 1972 i München.